# Federació de Futbol d'Austràlia
La Federació de Futbol d'Austràlia (Football Federation Australia, FFA) és la institució que regeix el futbol a Austràlia. Agrupa tots els clubs de futbol del país i es fa càrrec de l'organització de la Lliga australiana de futbol i la Copa. També és titular de la Selecció de futbol d'Austràlia absoluta i les de les altres categories. Té la seu a Sydney.

## Història
Va ser formada el 1961.
- Afiliació a la FIFA: 1963
- Afiliació a la AFC: 2006
- Afiliació a la AFF: 2013

Els orígens de la federació rauen en el 1911, amb la creació de la Commonwealth Football Association. El 1921 es formà la Australian Soccer Football Association. Ingressà a la FIFA com a membre provisional el 1954 confirmat el 1956, però el 1960 desaparegué. El 1961 es creà la Australian Soccer Federation.
Australià i Nova Zelanda crearen l'Oceania Football Federation (avui Oceania Football Confederation) el 1966. El 1995 canvià el nom a Soccer Australia. El 2003 es creà la Australia Soccer Association (ASA). El 2005 adoptà el nom Football Federation Australia (FFA). El dia 1 de gener de 2006 passà de la OFC a l'AFC.

## Administració

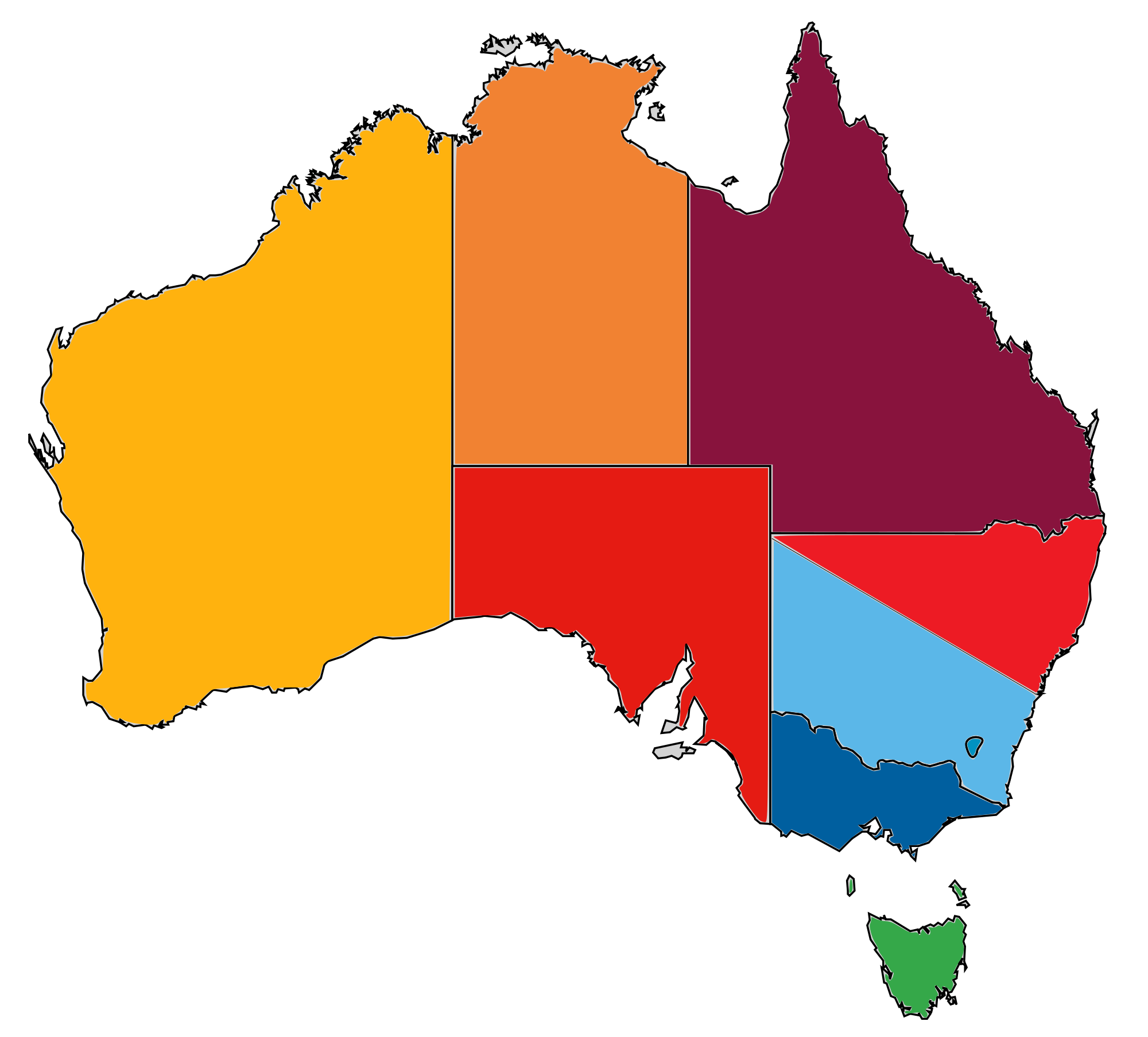
Federacions membres de la FFA.

La primera associació regional australiana fou la de New South Wales el 1882. Les actuals federacions regionals són:
- Capital Football
- Northern NSW Football
- Football NSW
- Football Federation Northern Territory
- Football Queensland
- Football Federation South Australia
- Football Federation Tasmania
- Football Federation Victoria
- Football West